# Mambéré-Kadéï
Mambéré-Kadéï ([mɑ̃.be.ʁe ka.de.i])  er et af de 20 præfekturer i Den Centralafrikanske Republik med hovedstad i byen Berbérati. Den er opkaldt efter floderne Mambéré og Kadéï. Præfekturet har et område på 13.740 km², og ifølge officielle skøn var befolkningen 281.286 indbyggere i 2024.  Ved landets seneste officielle folketælling i 2003 var befolkningen 364.795 indbyggere på et område på 30.203 km². Disse er data fra før december 2020, hvor en del af territoriet blev udskilt for at oprette præfekturet Mambéré.

## Inddeling
Præfekturet er inddelt i 5 underpræfekturer:
- Berbérati
- Dédé-Mokouba
- Gamboula
- Sosso-Nakombo

## Geografi
Præfekturet ligger i den vestlige del af landet og grænser op til præfekturet Mambéré mod nord, præfekturet Sangha-Mbaéré mod syd og Cameroun mod vest.